# NGC 791
NGC 791 è una vasta galassia ellittica situata nella costellazione dei Pesci, a una distanza di circa 373 milioni di anni luce dalla nostra Via Lattea.

## Scoperta
La galassia è stata scoperta il 3 dicembre 1861 dall'astronomo prussiano Heinrich d'Arrest.

## Descrizione
Data la sua luminosità superficiale pari a 14,32, NGC 791 può essere classificata come una galassia a bassa luminosità superficiale (nella letteratura in lingua inglese abbreviata in LSB, acronimo di Low Surface Brightness). Le galassie LSB sono galassie di tipo diffuso (D) con una luminosità superficiale inferiore di almeno una magnitudine a quella del cielo notturno circostante.